# The Last of the Cowboys
The Last of the Cowboys is een Amerikaanse komische roadmovie uit 1977 van John Leone met Henry Fonda en Eileen Brennan in de hoofdrollen. De film is ook bekend onder de titels The Goodbye Run en The Great Smokey Roadblock.

## Verhaallijn
Terwijl in het ziekenhuis, wordt de vrachtwagencombinatie van een oude vrachtwagenchauffeur (Henry Fonda) in beslag genomen. Met niet meer lang te leven besluit hij dat het tijd is om nog één perfecte "cross-country"-run te maken. Na gevlucht te zijn uit het ziekenhuis en zijn vrachtwagen terug te hebben gestolen, pikt hij zes prostituees op om ze over de grens te zetten. Met de politie op zijn hielen rijdt hij de nacht in om uiteindelijk de status van volksheld te bereiken.

## Rolverdeling
| Acteur           | Personage       |
| ---------------- | --------------- |
| Henry Fonda      | Elegant John    |
| Eileen Brennan   | Penelope        |
| Austin Pendleton | Guido           |
| Robert Englund   | Beebo Crozier   |
| Dub Taylor       | Harley Davidson |
| John Byner       | Bobby Apples    |
| Susan Sarandon   | Ginny           |
| Melanie Mayron   | Lula            |
| Leigh French     | Glinda          |
| Mews Small       | Alice           |
| Daina House      | Celeste         |
| Gary Sandy       | Charlie La Pere |
| Valerie Curtin   | Mary Agnes      |